# Campagne libératrice de la Nouvelle-Grenade
Batailles
m
- Paya
- Passage des Andes
- Corrales
- Gámeza
- Pantano de Vargas
- Bataille de Boyacá

La campagne libératrice de la Nouvelle-Grenade est une campagne militaire entreprise par Simón Bolívar au début de l'année 1819 pour libérer la Nouvelle-Grenade (actuelle Colombie) de la domination espagnole. La campagne cherche à se conformer aux décisions prises lors du Congrès d'Angostura, au cours duquel il a été décidé de la création de la république de Colombie, État regroupant les anciennes colonies espagnoles de la capitainerie générale du Venezuela, la Vice-royauté de Nouvelle-Grenade et la Real Audiencia de Quito, territoires qui, à l'exception du sud et de l'est du Venezuela, sont alors sous domination espagnole. Bolívar décide que, à la suite de la retraite de Pablo Morillo dans ses quartiers d'hiver de Calabozo après la campagne d'Apure, le moment est opportun d'effectuer la pleine libération de la Nouvelle-Grenade. La campagne dure 77 jours, du 23 mai 1819, lorsque Bolívar expose son plan aux chefs de l'armée patriotique dans le village de Setenta, au 10 août de la même année, lorsque Bolívar entre sans résistance à Bogota, la capitale de la Nouvelle-Grenade.

## Début de la campagne

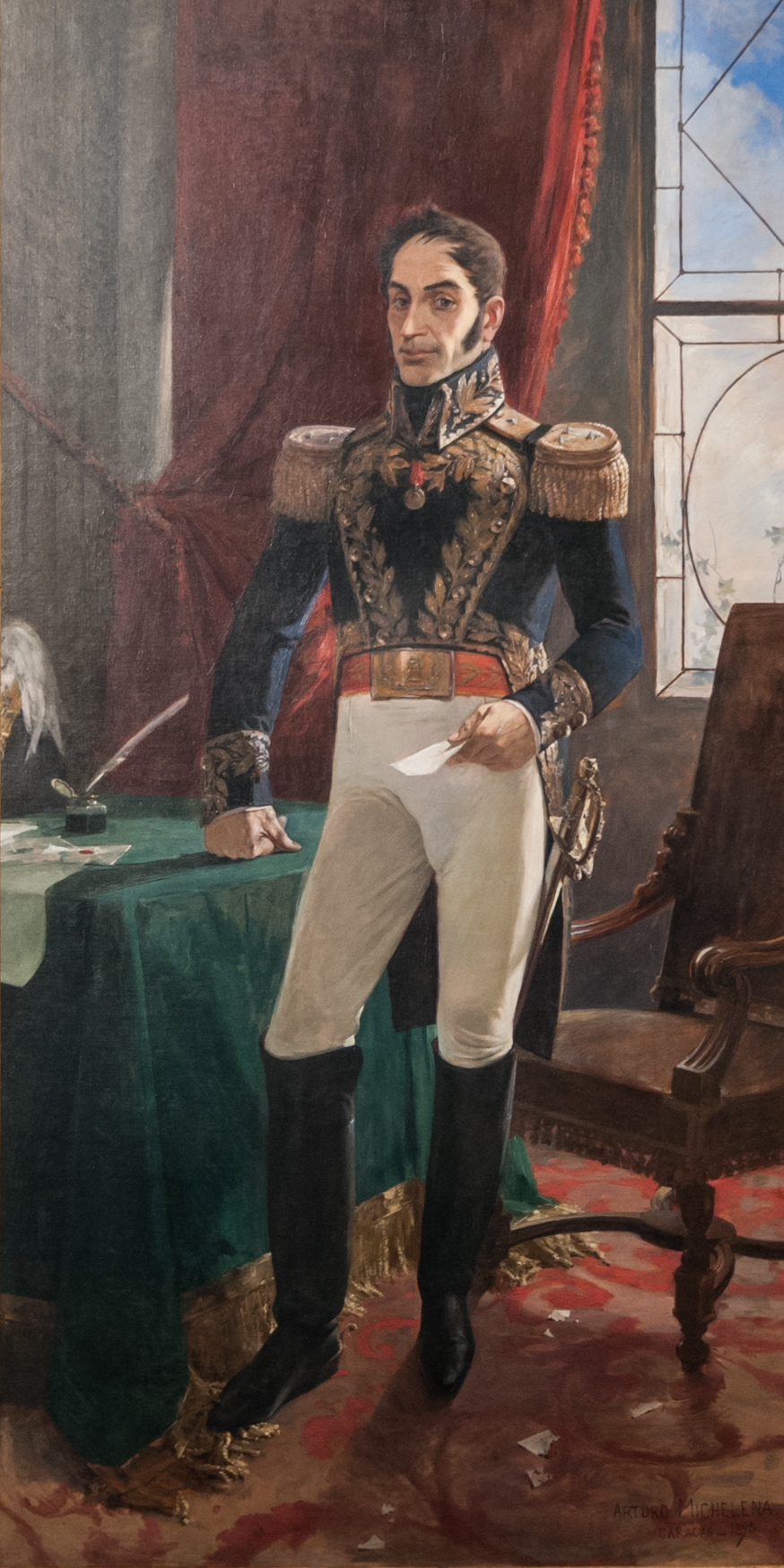
Simón Bolívar, huile d'Arturo Michelena.

Au début de l'année 1819, José María Barreiro qui commande les troupes royalistes en Nouvelle-Grenade, dispose d'au moins 4 500 hommes formés et équipés, sans compter les troupes de garnisons sur tout le territoire. Dans le même temps, Simon Bolívar ne peut rassembler qu'environ 2 200 soldats, organisés en quatre bataillons, trois régiments, un escadron et une compagnie d'artillerie qui manquait de canons. Ces soldats sont pour la plupart (à l'exception de la Légion britannique) créoles, métis, mulâtres, zambos, noirs et indigènes, recrutés pour beaucoup d'entre eux dans les plaines du Venezuela. Le plan initial est de déplacer l'armée de Bolívar du Venezuela jusqu'au Casanare en Nouvelle-Grenade pour faire la jonction avec les hommes de Francisco de Paula Santander et d'entrer sur le territoire néogrenadin par la route de Tunja pour combattre les troupes du vice-roi Juan de Sámano. Il est prévu une manœuvre de diversion de José Antonio Páez sur la ville de Cúcuta, qui ne sera finalement pas effectuée, impliquant 1 000 cavaliers qui, de plus, doivent opérer dans la province de Barinas. Cette manœuvre a pour but de tromper Morillo sur l'objet réel de la marche et attirer à Cúcuta et Pamplona l'armée qui défend les provinces centrales de la Nouvelle-Grenade. Il est également prévu que la cinquième division de l'armée royaliste, sous le commandement du général Latorre, ne vienne pas en territoire néogrenadin pour aider la troisième déjà en place.
Le 26 mai 1819, 2 186 soldats de l'armée patriote marchent de Mantecal jusqu'à Guasdualito, cette dernière, une ville frontière avec la Colombie, situé au bord du río Arauca. Il s'agissait de quatre bataillons d'infanterie : Rifles, commandée par le colonel Arturo Sandes ; Barcelona, dirigée par le colonel Ambrosio Plaza (es) ; Bravos de Páez menée par le colonel José de la Cruz Carrillo et la Legión Británica, sous les ordres du colonel James Rooke qui comptait entre 160 et 200 hommes et amène le total de l'effectif de tous les bataillons à 2 332 hommes. Par la suite, elle comptera 40 hommes d'artillerie disposant de 4 pièces sous le commandement du colonel Bartolomé Salom (es) et de 814 cavaliers, distribués en trois bataillons : Húsares, Llano arriba et Guías sous le commandement entre autres des colonels Juan José Rondón, Leonardo Infante, Lucas Carvajal et Guillermo Iribarren qui désertera le 3 juin avec l'escadron húsares.

## Avance dans le territoire de Nouvelle-Grenade
| - 26 mai, Mantecal : Départ de Bolívar - 4 juin, Guasdualito : Traversée du río Arauca - 11 juin, Tame : Jonction avec Santander - 22 juin, Pore - 27 juin, Paya : Bataille de Paya - 5 juillet, Páramo de Pisba : Passage des Andes - 11 juillet, Gámeza : Bataille de Gámeza - 25 juillet, Paipa : Bataille du Pantano de Vargas - 7 août, Tunja : Bataille de Boyacá - 10 août, Bogota : Bolívar à Santafe de Bogotá Mantecal Guasdualito Tame Pore Paya Pisba Gámeza Paipa Tunja Bogota |

Carte de la campagne libératrice de la Nouvelle-Grenade
L'armée de Bolívar franchit le río Arauca le 4 juin 1819, entrant sur le territoire néogrenadin dans ce qui est alors la province de Casanare. Elle arrive à Tame le 11 juin, où elle rejoint le général colombien Francisco de Paula Santander, qui y a réuni une armée de quelque 1 600 hommes d'infanterie et 600 cavaliers. Au moment de leur rencontre, les armées patriotes comptent un effectif de près de 4 300 soldats. Cependant, d'autres sources disent que le nombre total des troupes ne s'élevait alors qu'à 2 500 hommes. La route de Guasdualito à Tame, totalisant quelque 200 km, est réalisée en plein hiver et les troupes souffrent à cause de la crue des fleuves, des pluies constantes, des inondations, des pénuries alimentaires et de l'incapacité à obtenir du ravitaillement ; de plus les armes doivent être conservées au sec avec le peu de munitions dont ils disposent.
L'entrée des hauts plateaux de la cordillère Orientale est gardée par des troupes de la Troisième Division, qui compte rien que dans la ville de Tunja 2 400 fantassins et 400 cavaliers commandés par le colonel d'artillerie José María Barreiro. À Tame, Bolívar avait trois options pour marcher sur la ville de Tunja. La première par la saline de Cheeta, est le chemin le plus court et confortable pour les troupes grâce à l'existence de villages où passer la nuit, mais aussi le plus surveillé par les troupes royalistes postées dans la région et conscientes de la menace que constitue Santander à partir de la plaine orientale. La seconde voie passe par Labranzagrande pour prendre Sogamoso, où se trouve le quartier général royaliste. La troisième voie, le páramo de Pisba, est une route inhospitalière mais pas surveillée par les Espagnols, ce qui donnerait un effet de surprise sur les troupes royalistes.
Après quatre jours de repos à Tame, les troupes se déplacent dans des conditions hivernales sévères jusqu'à Pore, capitale de la province de Casanare, où elles arrivent le 22 juin 1819. Elles se trouvent alors au pied de la cordillère Orientale des Andes colombiennes.

## Bataille de Paya et passage des Andes

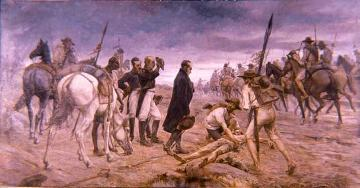
Peinture du passage de l'armée de Simón Bolívar dans le páramo de Pisba par Francisco Antonio Cano

Depuis la ville de Pore, l'armée de libération poursuit sa marche dans la cordillère Orientale, arrivant au fort de Paya, où le 27 juin, l'avant-garde menée par Santander met en fuite les 300 soldats de la garnison royaliste qui se réfugient à Labranzagrande. Cet épisode est connu sous le nom de bataille de Paya.
Le 2 juillet, l'armée reprend la marche et franchit la cordillère des Andes à travers le páramo de Pisba le 5 juillet, l'avant-garde arrivant le même jour à Socha où Bolívar la rejoint le lendemain avec l'armée principale. Durant cette traversée, plusieurs soldats meurent ou désertent et beaucoup tombent malades. En outre, la cavalerie a été très diminuée, ce qui réduit la capacité de transport de troupes, de fournitures, d'armes et de munitions. Dans la ville de Socha, l'armée libératrice s'accorde quatre jours de repos pour se remettre du difficile voyage, reconstituer les réserves et réorganiser les armes et les munitions.

## Bataille de Gámeza
Le lendemain de l'arrivée à Socha, Bolívar ordonne une inspection de la zone qui trouve un détachement royaliste à Corrales de Bonza. José María Barreiro, alors en poste à Sogamoso, est informé de la présence des troupes insurgées et ordonne leur recherche avec deux colonnes de 800 hommes chacune, sur les deux côtés de la rivière Sogamoso. Le 10 juillet, ils arrivèrent à Corrales et à Gámeza, respectivement sur les rives gauche et droite. Le 11 juillet, à Corrales, le colonel Justo Briceño (es) attaque les royalistes aux commandes d'un escadron, les forçant à se replier sur Tópaga et à Gámeza une compagnie de l'armée de libération est attaquée par les Espagnols, se retirant avec de lourdes pertes. Bolívar ordonna la contre-attaque de l'avant-garde dirigée par Santander, qui les oblige à se replier également sur Tópaga, ouvrant la voie à Gámeza, où ils retrouvent les Espagnols qui ont combattu à Corrales de Bonza. L'armée de Bolívar, se réorganise à son tour à Tasco sous le feu ennemi et est rapidement placée en formation de combat, mais l'armée royaliste voyant la supériorité de l'ennemi fuit la bataille et se replie sur une colline appelée El Molino où des renforts sont attendus et où ils ont une meilleure position pour se battre. Finalement, après huit heures d'actions, Bolívar suspend l'attaque et se déplace à Gámeza où toute l'armée est rassemblée. Cette série d'actions militaires est connu historiquement comme la bataille de Gámeza.

## Bataille du Pantano de Vargas

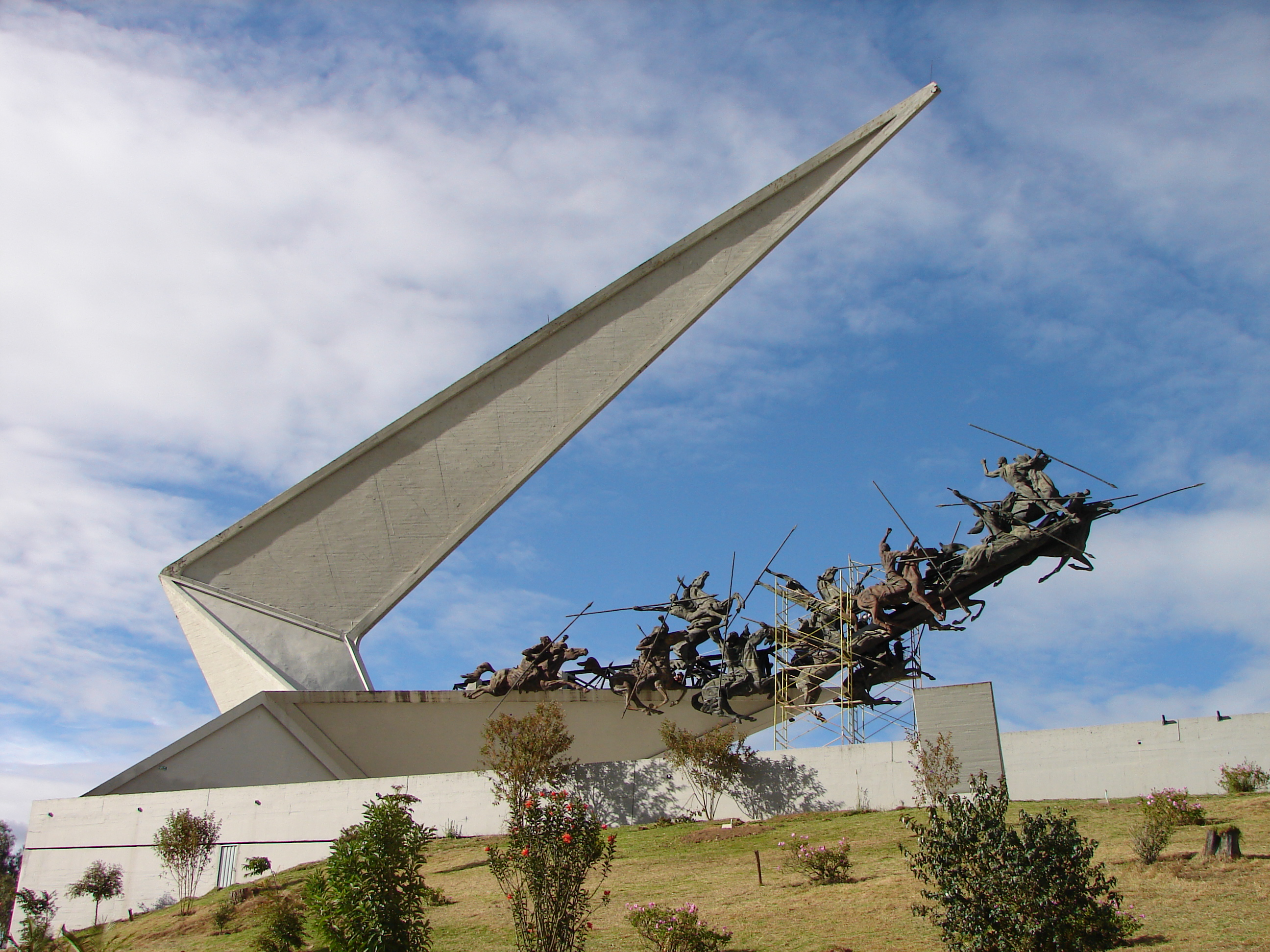
Monument aux Lanciers, situé sur le pantano de Vargas.

Après la bataille de Gámeza, l'armée libératrice, se replie à nouveau à Tasco le 12 juillet et entre à Corrales le 20 juillet en ordre de bataille à la recherche d'une rencontre avec Barreiro, mais celui-ci évite le combat et se poste dans les hauteurs. Dans ces circonstances, le matin du 25 juillet, Bolivar ordonne de reprendre la marche en direction de Paipa, avec l'intention de couper la communication de l'armée royaliste avec Bogotá : Barreiro comprend la menace et mobilise ses troupes pour l'arrêter, le rencontrant enfin au Pantamo de Vargas. Le jour de la bataille, le 25 juillet, Bolivar dispose d'environ 2 200 hommes. Les troupes patriotes attaquent les Espagnols de front, mais ceux-ci ont l'avantage du terrain et au moins 3 000 soldats, ce qui fait pencher la bataille en leur faveur. Bolivar place deux bataillons d'infanterie sous le commandement de José Antonio Anzoátegui sur la droite et le reste de l'infanterie sous le commandement de Santander sur la gauche, et à l'arrière la cavalerie sous son commandement. Barreiro organise ses forces en trois lignes en tirant parti de la pente. Les deux parties envoient des bataillons d'infanterie dans des attaques et contre-attaques successives. À la fin de la journée, au sein des deux armées, les dernières ressources sont lancées dans la bataille, et la balance penchant en faveur de l'espagnol, Bolivar attaque avec la cavalerie restée en réserve, placée sous le commandement du colonel Juan José Rondón. Les Espagnols, totalement désorganisés à ce moment, ne peuvent résister à la charge des lanciers tandis que l'infanterie gagne du terrain sur les royalistes, les forçant à battre en retraite. Le colonel James Rooke, commandant la Légion britannique, est blessé durant la bataille et meurt quelques jours plus tard.

## Bataille de Boyacá

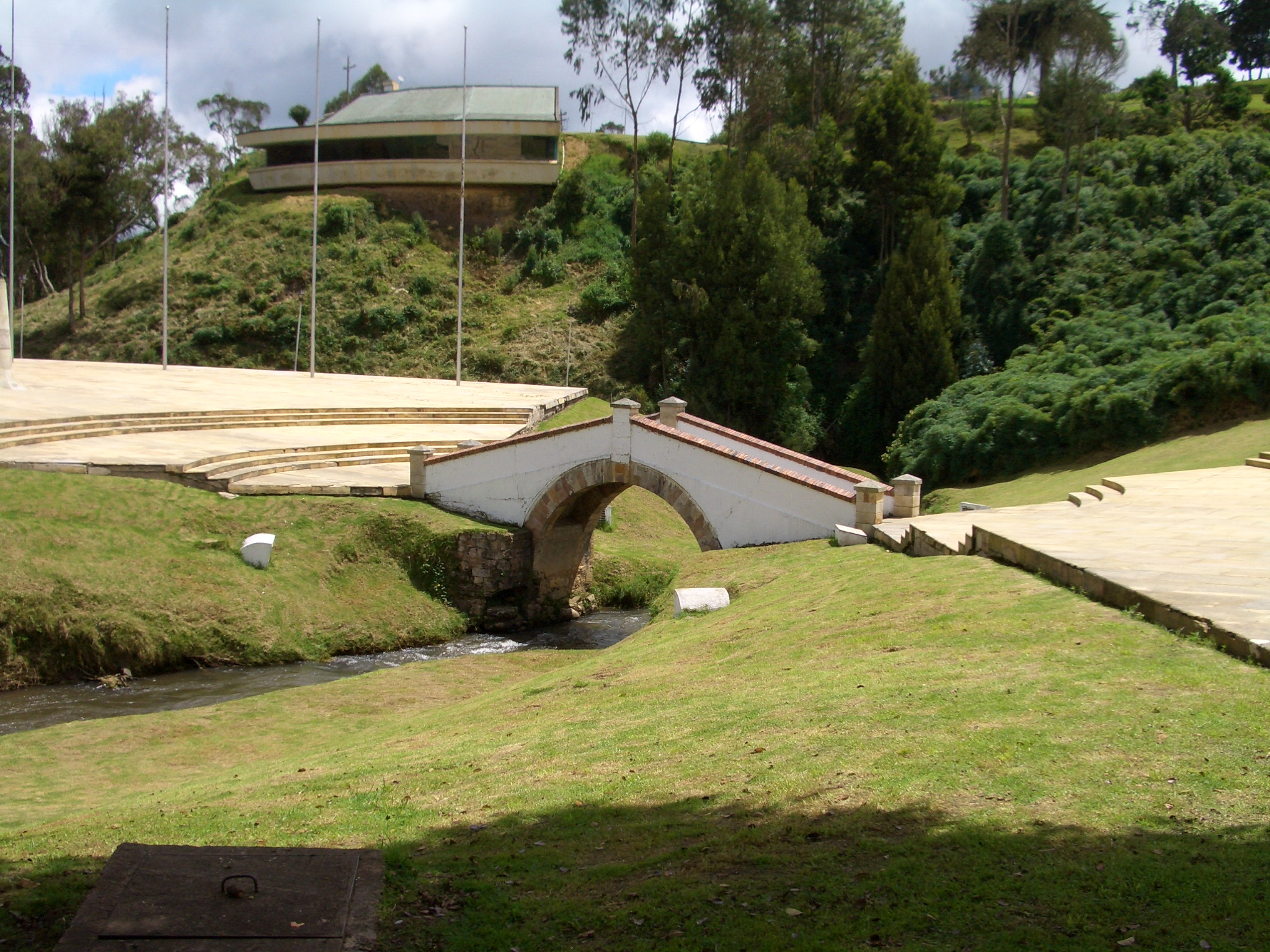
Le pont de Boyacá, lieu de la bataille homonyme.

La victoire de la bataille du Pantano de Vargas empêche des renforts espagnols d'atteindre Bogota, très faiblement défendue. Au matin du 7 août, les forces de Bolivar, alors à Tunja, et l'armée espagnole se dirigent toutes deux vers Bogota. L'avant-garde des royalistes atteint Casa de Teja à 13h30, alors que l'arrière-garde se trouve encore à un kilomètre et demi derrière. Peu avant 14h, des éclaireurs des deux avant-gardes se repèrent mutuellement et l'avant-garde espagnole traverse le pont de Boyacá et prend ses positions tandis que les forces patriotes au grand complet atteignent Casa de Teja. L'arrière-garde royaliste est toujours derrière, aussi le général Anzoátegui ordonne-t-il de bloquer le passage entre les deux segments de l'armée adverse. L'arrière-garde espagnole, largement dépassée en nombre, bat en retraite vers une colline proche de Casa de Piedra.
Simon Bolivar ordonne alors une attaque de flanc sur l'arrière-garde ennemie avec deux bataillons attaquant par la droite et la Légion de volontaires britanniques par la gauche. Submergés, les Espagnols battent en retraite sans direction précise et Bolivar donne l'ordre à ses lanciers d'attaquer le centre de l'infanterie royaliste, tandis qu'un escadron de cavalerie espagnol fuit la bataille. Malgré une dernière résistance et exposé à un feu nourri, le colonel Barreiro, qui commande l'arrière-garde royaliste, offre alors sa reddition.
Pendant ce temps, un kilomètre et demi plus loin, l'avant-garde des patriotes, sous les ordres de Francisco de Paula Santander, entreprend de traverser la rivière Teatinos par un gué afin d'approcher par l'arrière son homologue espagnole. Une fois la manœuvre effectuée, l'avant-garde patriote engage le combat tandis que le reste de l'armée essaie de traverser le pont en menant une charge à la baïonnette. Les royalistes prennent la fuite en laissant leur colonel sur le champ de bataille. La bataille se termine vers 16h.
Environ 1 600 prisonniers sont faits à l'issue de cette bataille qui ouvre la route de Bogota aux patriotes et assure la libération du pays. Santander et Anzoátegui sont tous deux promus au grade de général de division après la bataille.

## Résultat de la campagne

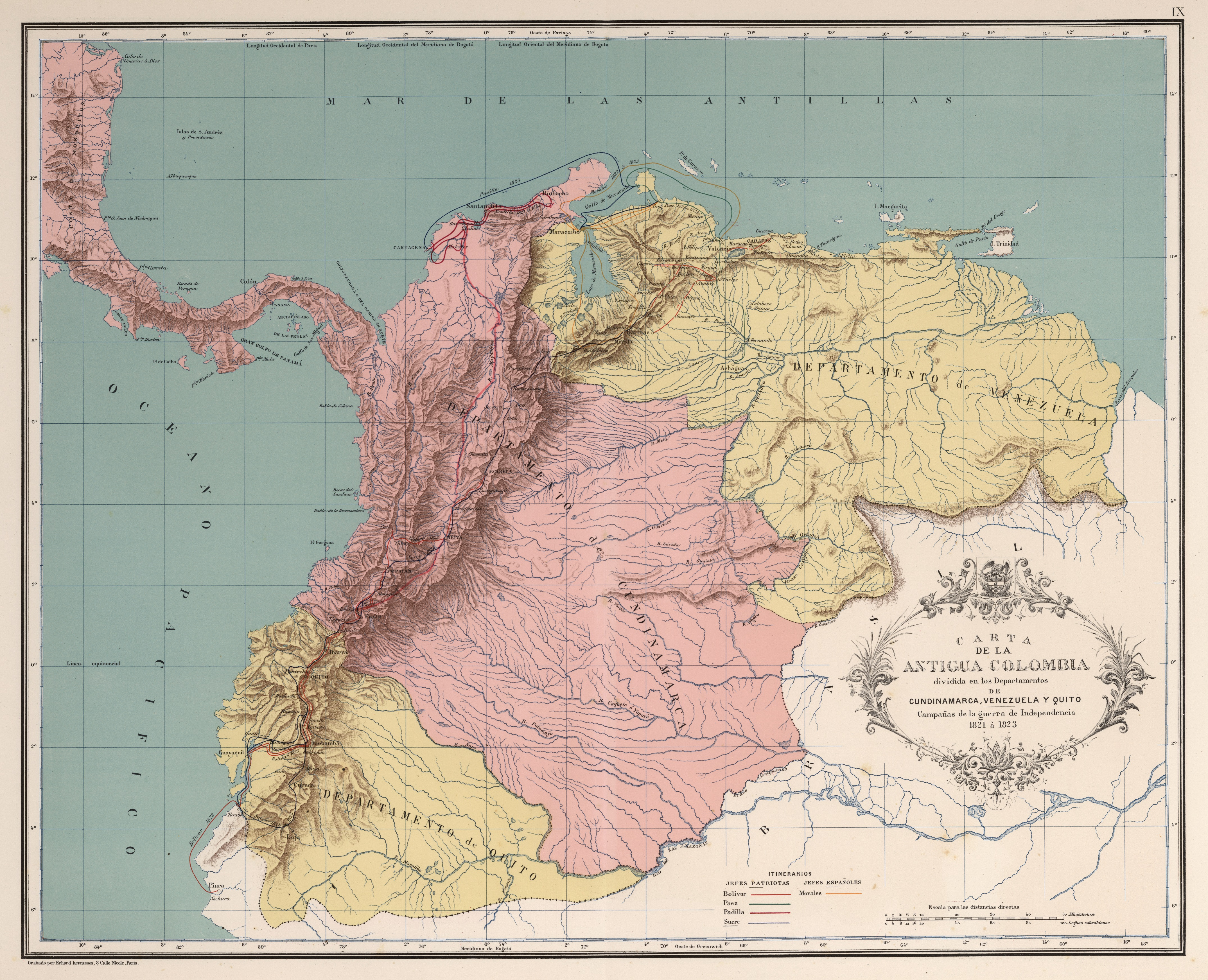
La Grande Colombie en 1820 et les campagnes d'indépendance menées entre 1821 et 1823

Lorsqu'il apprend la nouvelle de la défaite de ses troupes, le vice-roi de Nouvelle-Grenade Juan de Sámano fuit Bogota et parvient à s'échapper par Carthagène des Indes.
Bolívar arrive à Santafe de Bogotá où il entre sans résistance le 10 août 1819 à 5:00 p.m. mettant fin à la campagne libératrice de la Nouvelle-Grenade.
La bataille de Boyacá est un triomphe décisif sur le pouvoir espagnol en Nouvelle-Grenade. Bien que les royalistes restent puissamment implantés dans d'autres provinces de la vice-royauté comme à Santa Marta et Pasto, où ils résisteront durant plusieurs années, la capitale est tombée entre les mains des patriotes et a ainsi ouvert la voie à l'union de la Nouvelle-Grenade avec le Venezuela dans la république de Colombie.
Toutefois, les campagnes indépendantistes se poursuivent : Antonio José de Sucre marche au sud vers Pasto, l'Audiencia de Quito, la vice-royauté du Pérou et du Haut-Pérou, tandis que Bolivar a affaire à l'ouest du Venezuela, qui est encore sous le contrôle des royalistes avec 27 000 soldats prêts à l'affronter.